# PetroBowl
PetroBowl é uma competição de nível internacional que reúne centenas de estudantes em capítulos estudantis dos mais diversos países do globo. A competição teve origem nos Estados Unidos durante a feira SPE Annual Technical Conference and Exhibition (ATCE)  e cresceu, dando a oportunidade de aderência à novos países. A atual vencedora da competição é a Universidad Nacional Autónoma de México, México. A competição consiste em um quiz com tempo cronometrado sobre aspectos técnicos e não-técnicos de petróleo e gás.

## História
A fundação da competição PetroBowl se sucedeu em 2002 e foi administrada, organizada e criada pelo The Society of Petroleum Engineers (SPE) Gulf Coast Section, realizado anualmente durante a SPE Annual Technical Conference and Exhibition (ATCE). Com sua grande aceitação e popularidade em solo americano, o concurso passou a se adaptar à demanda global e passou de uma simples competição regional, a uma competição de nível internacional. A transformação incluiu duas qualificações regionais na África e na Ásia, em 2014 e se expandiu para mais seis qualificações em 2015 em outros continentes. Com o reconhecimento internacional da satisfatoriedade obtida pela implementação da nova estrutura, o PetroBowl é hoje reconhecido como um programa global e internacional da SPE.

## Competições
| Ano  | Local                                  | Universidade Vencedora                  | Origem         | R      |
| 2018 | Dallas, Texas, Estados Unidos          | Universidad Nacional Autónoma de México | México         |        |
| 2017 | San Antonio, Texas, Estados Unidos     | Universidad Nacional Autónoma de México | México         | [ 3 ]  |
| 2016 | Dubai, Dubai, Emirados Árabes Unidos   | Universidade Federal do Rio de Janeiro  | Brasil         | [ 4 ]  |
| 2015 | Houston, Texas, Estados Unidos         | Universidad Nacional Autónoma de México | México         | [ 5 ]  |
| 2014 | Amsterdã, Holanda do Norte, Holanda    | Universidade de Tulsa                   | Estados Unidos | [ 6 ]  |
| 2013 | Nova Orleães, Luisiana, Estados Unidos | Escola de Minas do Colorado             | Estados Unidos | [ 7 ]  |
| 2012 | San Antonio, Texas, Estados Unidos     | Escola de Minas do Colorado             | Estados Unidos | [ 8 ]  |
| 2011 | Denver, Colorado, Estados Unidos       | Universidade do Texas em Austin         | Estados Unidos | [ 9 ]  |
| 2010 | Florença, Toscana, Itália              | Universidade de Oklahoma                | Estados Unidos | [ 10 ] |
| 2009 | Nova Orleães, Luisiana, Estados Unidos | Universidade do Texas em Austin         | Estados Unidos | [ 9 ]  |
| 2008 | Denver, Colorado, Estados Unidos       | Universidade de Oklahoma                | Estados Unidos | [ 11 ] |
| 2007 | Anaheim, Califórnia, Estados Unidos    | Universidade de Oklahoma                | Estados Unidos | [ 12 ] |
| 2006 | San Antonio, Texas, Estados Unidos     | Escola de Minas do Colorado             | Estados Unidos | [ 13 ] |
| 2005 | Dallas, Texas, Estados Unidos          | Texas A&M University                    | Estados Unidos | [ 14 ] |
| 2004 | Houston, Texas, Estados Unidos         | Universidade Tecnológica de Montana     | Estados Unidos | [ 15 ] |
| 2003 | Denver, Colorado, Estados Unidos       | Texas A&M University                    | Estados Unidos | [ 14 ] |
| 2002 | San Antonio, Texas, Estados Unidos     | Texas Tech University                   | Estados Unidos | [ 14 ] |

### Conquistas por Universidades
| Universidade                            | Títulos | Vitórias         |
| Escola de Minas do Colorado             | 3       | 2006, 2012, 2013 |
| Universidad Nacional Autónoma de México | 3       | 2015, 2017, 2018 |
| Universidade de Oklahoma                | 3       | 2007, 2008, 2010 |
| Universidade do Texas em Austin         | 2       | 2009, 2011       |
| Texas A&M University                    | 2       | 2003, 2005       |
| Universidade Federal do Rio de Janeiro  | 1       | 2016             |
| Universidade de Tulsa                   | 1       | 2014             |
| Universidade Tecnológica de Montana     | 1       | 2004             |
| Texas Tech University                   | 1       | 2002             |

### Conquistas por País
| País           | Títulos |
| Estados Unidos | 13      |
| México         | 3       |
| Brasil         | 1       |

## Desempenho Brasileiro
Abaixo encontram-se as universidades brasileiras classificadas para a final após a seletiva regional Latin America & Caribbean 1 ou South America & Caribbean 2:
| Ano  | Local                                                                      | Universidade | CR                       | CF       | R             |
| 2017 | San Antonio, Texas Estados Unidos da América Gonzalez Convention Center    | UNISANTOS    | Classificada             | Top 08   | [ 16 ]        |
| 2017 | San Antonio, Texas Estados Unidos da América Gonzalez Convention Center    | UFRJ 3       | Classificação automática | Top 16   | [ 16 ]        |
| 2017 | San Antonio, Texas Estados Unidos da América Gonzalez Convention Center    | UFF          | Classificada             | Top 16   | [ 16 ]        |
| 2016 | Dubai, Emirado de Dubai Emirados Árabes Unidos Dubai World Trade Centre    | UFRJ         | Vencedor                 | Vencedor | [ 17 ] [ 18 ] |
| 2016 | Dubai, Emirado de Dubai Emirados Árabes Unidos Dubai World Trade Centre    | UNISANTOS 4  | Classificada             | —        | [ 17 ] [ 18 ] |
| 2016 | Dubai, Emirado de Dubai Emirados Árabes Unidos Dubai World Trade Centre    | UENF         | Classificada             | Top 16   | [ 17 ] [ 18 ] |
| 2015 | Houston, Texas Estados Unidos da América George R. Brown Convention Centre | UFCG         | 2º. Lugar                | Top 32   | [ 19 ] [ 20 ] |
| 2015 | Houston, Texas Estados Unidos da América George R. Brown Convention Centre | UFRJ         | Classificada             | Top 16   | [ 19 ] [ 20 ] |
| 2015 | Houston, Texas Estados Unidos da América George R. Brown Convention Centre | UNISANTOS    | Classificada             | Top 32   | [ 19 ] [ 20 ] |
| 2015 | Houston, Texas Estados Unidos da América George R. Brown Convention Centre | UENF         | Classificada             | Top 35   | [ 19 ] [ 20 ] |

1. Nomenclatura utilizada para qualificar os times da América Latina e Caribe na edição de 2015.
2. Nomenclatura utilizada para qualificar os times da América do Sul e Caribe a partir da edição de 2016.
3. Como campeã, a Universidade Federal do Rio de Janeiro se classifica automaticamente para a final da competição.
4. A Universidade Católica de Santos se classificou, mas não embarcou para a final internacional por falta de patrocínio.

### Prêmios
- Melhor vídeo (#RoadtoPetrobowl): Universidade Federal de Campina Grande (2015)